# Bitwa w wąwozie Kodori
Bitwa w wąwozie Kodori – rosyjsko-abchaska operacja wojskowa przeprowadzona w dniach 9–12 sierpnia 2008 roku podczas wojny w Osetii Południowej w Wąwozie Kodori leżącym w zbuntowanej prowincji Gruzji Abchazji, lecz kontrolowanym wówczas przez Gruzinów.

## Walki
9 sierpnia Rosja zaczęła bombardowanie wąwozu w którym stacjonowały gruzińskie siły. Tego samego dnia Abchazja ogłosiła przystąpienie do wojny by interweniować w wąwozie. 10 sierpnia nastąpiła mobilizacja wojsk abchaskich. Prezydent Abchazji Siergiej Bagapsz, powiedział, że wydał dekret powołujący żołnierzy i rezerwistów do rozpoczęcia kampanii wojskowej w wąwozie Kodori. 10 sierpnia wąwóz był atakowany przez Rosjan, głównie z powietrza, natomiast rosyjska piechota 58 Armii Federalnej była w tym czasie transportowana do wąwozu przez Flotę Czarnomorską, w skład której wchodziły statki zaopatrzenia, a także przekraczając pieszo granicę rosyjsko-abchaską. Gruziński rząd poinformował, że wspomnianą granicę przekroczyło 4000 żołnierzy i 350 pojazdów opancerzonych.

## Ultimatum dla Gruzji
Prezydent Abchazji Siergiej Bagapsz dał Gruzinom ultimatum na usunięcie wojsk z wąwozu kontrolowanego przez Gruzję. 11 sierpnia podobne ultimatum wystosowała strona rosyjska, mówiła o rozbrojeniu sił gruzińskich w wąwozie. Gruzja bardzo szybko odrzuciła obie propozycje. Strona rosyjska stwierdziła, że ultimatum minęło po 6. rano 11 sierpnia i w związku z tym dodała, że siły rosyjskie już wcześniej były gotowe do rozbrojenia sił gruzińskich w konfrontacji zbrojnej. Chwilę później prezydent separatystycznej republiki przyznał, iż 1000 żołnierzy jest gotowych do podjęcia operacji przeciwko Gruzinom w Wąwozie Kodori. Siergiej Bagapsz dodał później, że zorganizowano i otwarto korytarz humanitarny dla mieszkańców, pozwalający im uciec z pola bitwy.
Wojska gruzińskie w wąwozie były atakowane od godzin porannych 11 sierpnia przez rosyjskie lotnictwo, wyrzutnie rakiet i artylerię.
12 sierpnia oddział rosyjskich wojsk zaatakował razem z oddziałem abchaskim jednostki gruzińskie w wąwozie. Wieczorem po zaciętych całodziennych walkach przywódca Abchazji ogłosił, że jego wojska zajęły północną część wąwozu. Następnie abchaski Szef Sztabu Generalnego Sił Zbrojnych Anatolij Zajcew stwierdził, że wojska Abchazji zostały otoczone przez siły gruzińskie. Po ciężkich walkach gruziński zastępca MSW orzekł: Wojska gruzińskie zostały wycofane z wąwozu jako znak dobrej woli. Gruzja więc się wycofała z bitwy oddając zwycięstwo koalicji abchasko-rosyjskiej.

## Skutki
Po wycofaniu się Gruzinów z wąwozu, Rosja rozpoczęła rajd na Senaki, miasto leżące w Gruzji. 30 pojazdów opancerzonych i 20 czołgów wkroczyły do miasta, zdobywając od razu kontrolę nad tamtejszą bazą wojskową, z powodu wakatu wojsk Gruzji. Asystent dowódcy rosyjskich wojsk Aleksandr Nowicki powiedział, że podczas marszu na Senaki ich konwój został ostrzelany przez gruzińskie śmigłowce Mi-8 i Mi-24.
Gruzińskie MSZ twierdziło, że po przegranej bitwie rebelianci (wojska abchaskie) zajęły wioski w pobliżu Zugdidi i 13 wiosek w rejonie Tsalenjikha. Ogólnie w walkach zginęło 2 Gruzinów i jeden Abchaz.